# Тонатиу
Тонатиу (аст. Tonatiuh — букв. «Солнышко») в мифологии ацтеков бог неба и Солнца, бог воинов. Управляет 5-й, нынешней, мировой эпохой. Культ Тонатиу был одним из самых важных в ацтекском обществе.
Другие имена: Куаутемок — «Нисходящий орёл», Пильцинтекутли — «Юный владыка», Тотек — «Наш вождь», Шипилли — «Бирюзовый царевич».

## Мифология
Изображался юношей с лицом красного цвета и пламенными волосами, чаще всего в сидячей позе, с солнечным диском или полудиском за спиной. Для поддержания сил и сохранения молодости Тонатиу должен каждый день получать кровь жертв, иначе во время путешествия ночью по подземному миру он может умереть. Поэтому каждый день его путь до зенита сопровождался душами (см. душа-кровь) принесённых в жертву и воинов, павших в боях.
По представлениям ацтеков, вселенная пережила несколько эр, во время которых Солнцем были различные боги. В текущей, пятой, эре им стал Тонатиу под календарным именем Науи Олин («четыре движения»).
Среди ацтекских мифов о происхождении Солнца наиболее распространён следующий. После сотворения мира собрались боги, чтобы решить, кто из них станет богом Солнца. Они развели костёр, куда должен был броситься избранный; но все боялись страшного жара. Наконец, Нанауацин («Усыпанный бубонами»), страдая от страшной болезни, кинулся в пламя, где «начал потрескивать, как жарящееся на угольях мясо». За ним последовал Теккистекатль («Находящийся в морской раковине»), трижды пытавшийся до Нанауатля прыгнуть в костёр, но отступавший от невыносимого жара. Нанауатль стал Солнцем, Теккистекатль — Луной — богом Мецтли. Первое время Луна светила так же ярко, как Солнце, пока один из раздражённых этим богов не кинул в неё кроликом. С тех пор Мецтли изображается в виде чёрного диска или сосуда с водой, на котором (расположен) кролик. Тонатиу — покровитель союза «воинов-орлов», его символ — орёл.

## В современном мире
В 2015 году Международный астрономический союз присвоил звезде HD 104985 в созвездии Жирафа наименование в честь божества Тонатиу.

## Первоисточники
- Сказания о Солнцах. Мифы и исторические легенды науа / Ред. и пер. С. А. Куприенко, В. Н. Талах.. — Киев: Видавець Купрієнко С. А., 2014. — 377 с. — ISBN 978-617-7085-11-8.
- Пресвитер Хуан; Антонио Перес; фрай Педро де лос Риос (глоссы). Мексиканская рукопись 385 «Кодекс Теллериано-Ременсис» (с дополнениями из Кодекса Риос) / Ред. и пер. С. А. Куприенко, В. Н. Талах. — Киев: Видавець Купрієнко С. А., 2013. — 317 с. — ISBN 978-617-7085-06-4.